# Disko Line

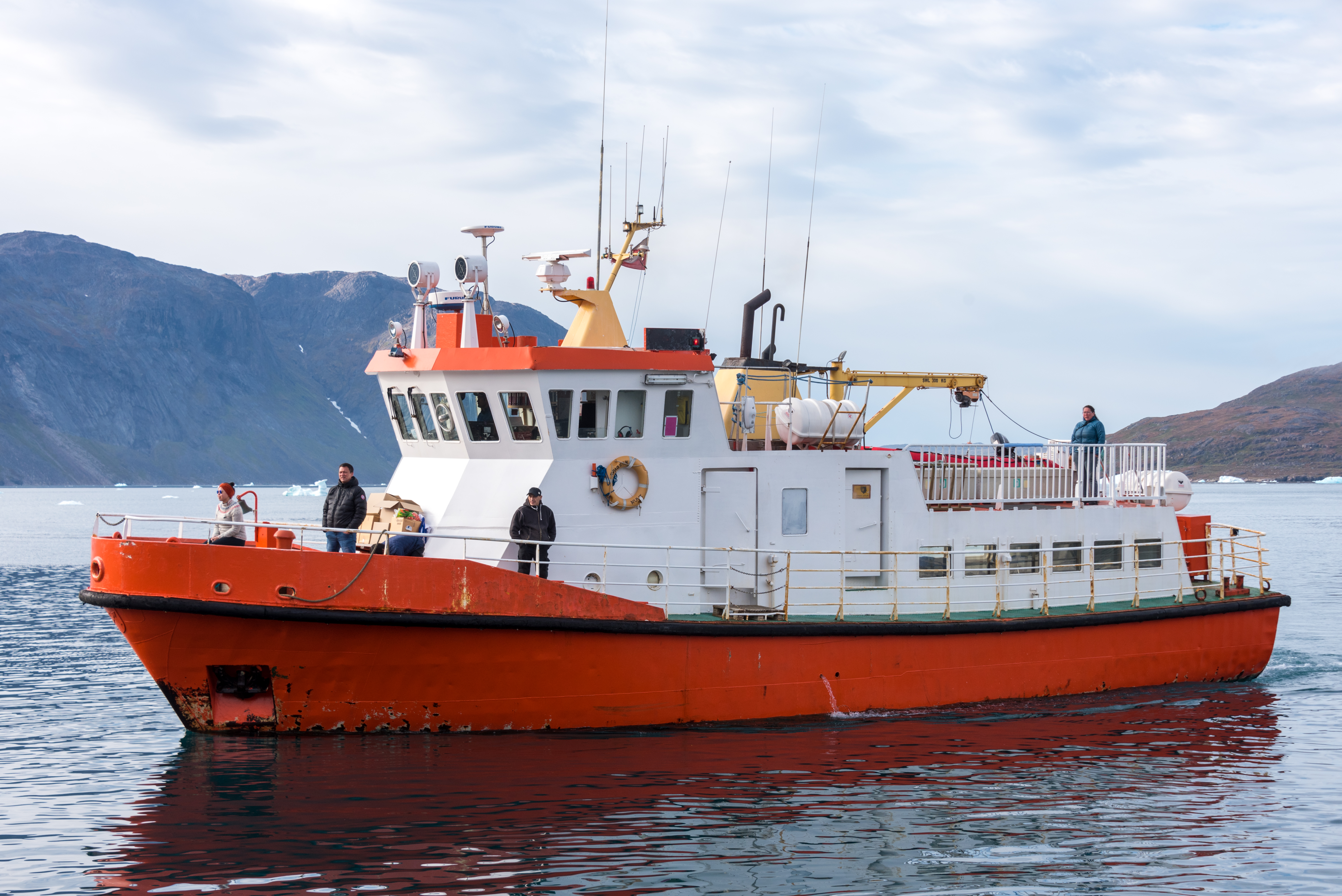
Disko Lines fartyg Aviaq Ittuk i Narsaq 2017.

Disko Line A/S är ett grönländskt rederi som grundades 2004. Det äger sju fartyg med kapacitet för 10-60 passagerare, och bedriver bland annat linjetrafik i Diskobukten och turistseglatser i samarbete med World of Greenland. Fartyg chartras även ut. 